# Alexandr Kostoglod
Alexandr Víktorovich Kostoglod –en ruso, Александр Викторович Костоглод– (Rostov del Don, URSS, 30 de mayo de 1974) es un deportista ruso que compitió en piragüismo en la modalidad de aguas tranquilas. 
Participó en los Juegos Olímpicos de Atenas 2004, obteniendo una medalla de plata en la prueba de C2 500 m y una de bronce en C2 1000 m, en los Juegos Olímpicos de Pekín 2008 otra medalla de plata en la prueba de C2 500 m. Ganó 17 medallas en el Campeonato Mundial de Piragüismo entre los años 1993 y 2010, y 19 medallas en el Campeonato Europeo de Piragüismo entre los años 1997 y 2010.

## Palmarés internacional
| Juegos Olímpicos   | Juegos Olímpicos             | Juegos Olímpicos  | Juegos Olímpicos |
| Año                | Lugar                        | Medalla           | Competición      |
| ------------------ | ---------------------------- | ----------------- | ---------------- |
| 2004               | Atenas (Grecia)              | Medalla de plata  | C2 500 m         |
| 2004               | Atenas (Grecia)              | Medalla de bronce | C2 1000 m        |
| 2008               | Pekín (China)                | Medalla de plata  | C2 500 m         |
| Campeonato Mundial |                              |                   |                  |
| Año                | Lugar                        | Medalla           | Competición      |
| 1993               | Copenhague (Dinamarca)       | Medalla de plata  | C4 500 m         |
| 1993               | Copenhague (Dinamarca)       | Medalla de plata  | C4 1000 m        |
| 1994               | Ciudad de México (México)    | Medalla de oro    | C4 200 m         |
| 1997               | Dartmouth (Canadá)           | Medalla de plata  | C4 1000 m        |
| 1997               | Dartmouth (Canadá)           | Medalla de bronce | C4 500 m         |
| 1998               | Szeged (Hungría)             | Medalla de oro    | C2 1000 m        |
| 1998               | Szeged (Hungría)             | Medalla de bronce | C4 200 m         |
| 1999               | Milán (Italia)               | Medalla de oro    | C2 1000 m        |
| 1999               | Milán (Italia)               | Medalla de bronce | C2 500 m         |
| 2001               | Poznań (Polonia)             | Medalla de bronce | C4 200 m         |
| 2002               | Sevilla (España)             | Medalla de oro    | C4 200 m         |
| 2002               | Sevilla (España)             | Medalla de bronce | C2 500 m         |
| 2003               | Gainesville (Estados Unidos) | DSC               | C4 200 m         |
| 2003               | Gainesville (Estados Unidos) | DSC               | C4 500 m         |
| 2003               | Gainesville (Estados Unidos) | DSC               | C2 500 m         |
| 2003               | Gainesville (Estados Unidos) | Medalla de plata  | C2 1000 m        |
| 2005               | Zagreb (Croacia)             | Medalla de oro    | C4 200 m         |
| 2006               | Szeged (Hungría)             | Medalla de oro    | C2 500 m         |
| 2009               | Dartmouth (Canadá)           | Medalla de plata  | C4 200 m         |
| 2010               | Poznań (Polonia)             | Medalla de bronce | C2 500 m         |
| Campeonato Europeo |                              |                   |                  |
| Año                | Lugar                        | Medalla           | Competición      |
| 1997               | Plovdiv (Bulgaria)           | Medalla de oro    | C4 200 m         |
| 1999               | Zagreb (Croacia)             | Medalla de oro    | C2 1000 m        |
| 1999               | Zagreb (Croacia)             | Medalla de plata  | C2 500 m         |
| 1999               | Zagreb (Croacia)             | Medalla de bronce | C4 200 m         |
| 2000               | Poznań (Polonia)             | Medalla de bronce | C2 500 m         |
| 2000               | Poznań (Polonia)             | Medalla de bronce | C2 1000 m        |
| 2001               | Milán (Italia)               | Medalla de plata  | C2 500 m         |
| 2001               | Milán (Italia)               | Medalla de bronce | C2 1000 m        |
| 2002               | Szeged (Hungría)             | Medalla de oro    | C2 500 m         |
| 2002               | Szeged (Hungría)             | Medalla de oro    | C4 200 m         |
| 2002               | Szeged (Hungría)             | Medalla de bronce | C2 1000 m        |
| 2004               | Poznań (Polonia)             | Medalla de plata  | C2 1000 m        |
| 2005               | Poznań (Polonia)             | Medalla de plata  | C4 200 m         |
| 2005               | Poznań (Polonia)             | Medalla de bronce | C2 500 m         |
| 2006               | Račice (República Checa)     | Medalla de oro    | C2 500 m         |
| 2007               | Pontevedra (España)          | Medalla de plata  | C2 500 m         |
| 2008               | Milán (Italia)               | Medalla de oro    | C2 500 m         |
| 2009               | Brandeburgo (Alemania)       | Medalla de oro    | C4 200 m         |
| 2010               | Corvera (España)             | Medalla de oro    | C4 1000 m        |

1. 1 2 3  El piragüista Serguei Uleguin de Rusia ganó dos medallas de oro (C4 200 m y C4 500 m) y una de plata (C2 500 m) en el Mundial de 2003, que le fueron retiradas después de que diera positivo en un control antidopaje. A sus compañeros en el C2 500 m (Alexandr Kostoglod), C4 200 m (Kostoglod, Roman Krugliakov y Maxim Opalev) y C4 500 m (Kostoglod, Krugliakov y Opalev) también les fueron retiradas sus respectivas medallas.